# The Beast Is G-Unit
The Beast Is G-Unit — другий міні-альбом американського реп-гурту G-Unit, виданий лейблом G-Unit Records 3 березня 2015 р.

## Результати продажу
Міні-альбом дебютував на 27-ій сходинці Billboard 200 з 18 тис. копій за перший тиждень у США.

## Список пісень
| #  | Назва                    | Продюсер(и)               | Тривалість |
| -- | ------------------------ | ------------------------- | ---------- |
| 1. | «Ballin'»                | MistrAdams                | 4:33       |
| 2. | «I'm Grown»              | Da Honorable C.N.O.T.E.   | 4:08       |
| 3. | «Bring My Bottles»       | Swiff D                   | 3:14       |
| 4. | «Doper Than My Last One» | Ky Miller                 | 3:24       |
| 5. | «Boy Boy»                | !llmind, G-Koop, Jake One | 4:09       |
| 6. | «Choose One»             | Ky Miller                 | 2:55       |

## Чартові позиції

### Тижневі
| Чарт (2015)               | Найвища позиція |
| ------------------------- | --------------- |
| США                       | 27              |
| US Independent Albums     | 2               |
| US Top R&B/Hip-Hop Albums | 3               |

### Річні
| Чарт (2015)               | Найвища позиція |
| ------------------------- | --------------- |
| US Top R&B/Hip-Hop Albums | 86              |